# 哈辛·耶巴達
哈辛·耶巴達（法語：Hassan Yebda，1984年5月14日—）是一名在法國出生的阿爾及利亞職業足球員，司職中場，現效力葡超球會貝倫人。

## 球會
耶巴達在法國瓦勒德马恩省圣莫里斯出生，從歐塞爾青訓系統中出道，但卻從未代表過一隊上陣；他只能在預備組中出戰法國青年盃（Championnat de France amateur）。
2006年1月，耶巴達被外借至法乙球隊拉華爾。在翌年，他被放棄並加盟勒芒，2007年2月17日首次在法甲上陣，球隊卻以0:2不敵索察：這場是耶巴達在2006/07球季唯一出場，他在70分鐘入替，卻在10分鐘後擺烏龍。
於2007/08球季，耶巴達在勒芒得到上陣機會，並助球隊打上聯賽第9位。2008年5月29日，他免費加盟賓菲加，合約為期4年。在賓菲加獲得穩定的正選位置，耶巴達獲選為9月聯賽最佳球員。2009年2月，耶巴達首次取得聯賽入球，球隊終以1:1賽和波圖。
耶巴達於2009年9月1日以借用形式轉會至樸茨茅夫，直至2009/10球季季尾。他在10月3日對狼隊的聯賽中入球，以1:0擊敗對手，為樸茨茅夫帶來聯賽首勝。

## 國家隊
耶巴達在少年時期曾代表法國隊，並是2001年世少盃冠軍隊成員。可是他成年後卻選擇代表阿爾及利亞，2009年6月首次入選對贊比亞，但未安排落場。
耶巴達獲選入2010年非洲國家盃阿爾及利亞大軍名單，並在所有賽事中正選上陣，球隊最終四強止步。

## 個人生活
雖然在法國出生，但耶巴達的籍貫是來自阿爾及利亞卡拜利地區迪斯·奧蘇省一條名為Taourirt Adène的村莊。他能听懂卡拜利語和阿拉伯語，但不能流利地使用这两种語言。

## 榮譽

### 球會
- 賓菲加:
  - 葡萄牙聯賽盃: 2008–09

### 國家隊
- 法國U17:
  - 世少盃: 2001

## 外部連結
- 法國足球的數據（页面存档备份，存于） （法文）
- Zerozero的資料及數據
- 足球数据库：Hassan Yebda的球员统计数据
- 哈辛·耶巴達在National-Football-Teams.com的資料
- 哈辛·耶巴達 – FIFA國際賽競賽紀錄 (存檔)